# Rudná (základní sídelní jednotka)
Rudná je základní sídelní jednotka v osadě Dušníky, která je součástí města Rudná v okrese Praha-západ. Od roku 1951 je to severovýchodní část Rudné. Leží při silnici II/605, která bývala před otevřením dálnice hlavní silnicí z Prahy do Plzně, Dušníky leží blíže Praze než Hořelice, druhá část Rudné. Evidenčně se dnes Rudná nečlení na části. Má pouze jednu řadu popisných čísel, dosud však existuje katastrální území Dušníky u Rudné, jako základní sídelní jednotka jsou však Dušníky vedeny pod názvem Rudná.